# CEO-Disease
Der Managementbegriff CEO-Disease oder auch „Geschäftsführerkrankheit“ bezeichnet das Informationsvakuum rund um eine Führungskraft, das entsteht, wenn Mitarbeiter wichtige (oder unangenehme) Informationen zurückhalten. Der Begriff wurde das erste Mal 1991 von John Byrne geprägt. Verursacht wird dies häufig dadurch, dass Mitarbeiter, die ihrem Vorgesetzten Bericht erstatten sollen, negative Konsequenzen fürchten. Andere Mitarbeiter hingegen liefern immer nur positive Nachrichten, häufig aus Angst, sonst als Querulanten zu gelten. Das Ergebnis dieses Verhaltens ist, dass der Vorgesetzte nur teilweise darüber informiert ist, was in seiner Abteilung vorgeht.